# Månesköld af Seglinge
Månesköld af Seglinge (nr 62) var en uppländsk frälseätt som introducerades 1625 och dog ut 1696.
Ätten härstammade på mödernet från en gammal uppländsk frälsesläkt, som skrev sig till Eke i Roslagsbro socken och Karlösa i Söderbykarls socken samt i vapnet förde tre röda spetsar uppifrån.

## Utvalda medlemmar
- Anna Carlsdotter (Månesköld af Seglinge), dotter till Carl Månesköld af Seglinge, gift med Olof Eriksson till Väsby (Sparre av Tomta), och som änka omgift med Erik Pedersson Soop och blev mormors mor till Elisabet Bure. (Annas fadersnamn är felaktigt angivet hos genealogen Gustaf Elgenstierna, ätten Bagge af Boo, tab. 2) [1]
- Karin Johansdotter (Månesköld af Seglinge), död 1669, gift med Christer Knutsson (Sparre av Tomta).[1]

## Fotogalleri

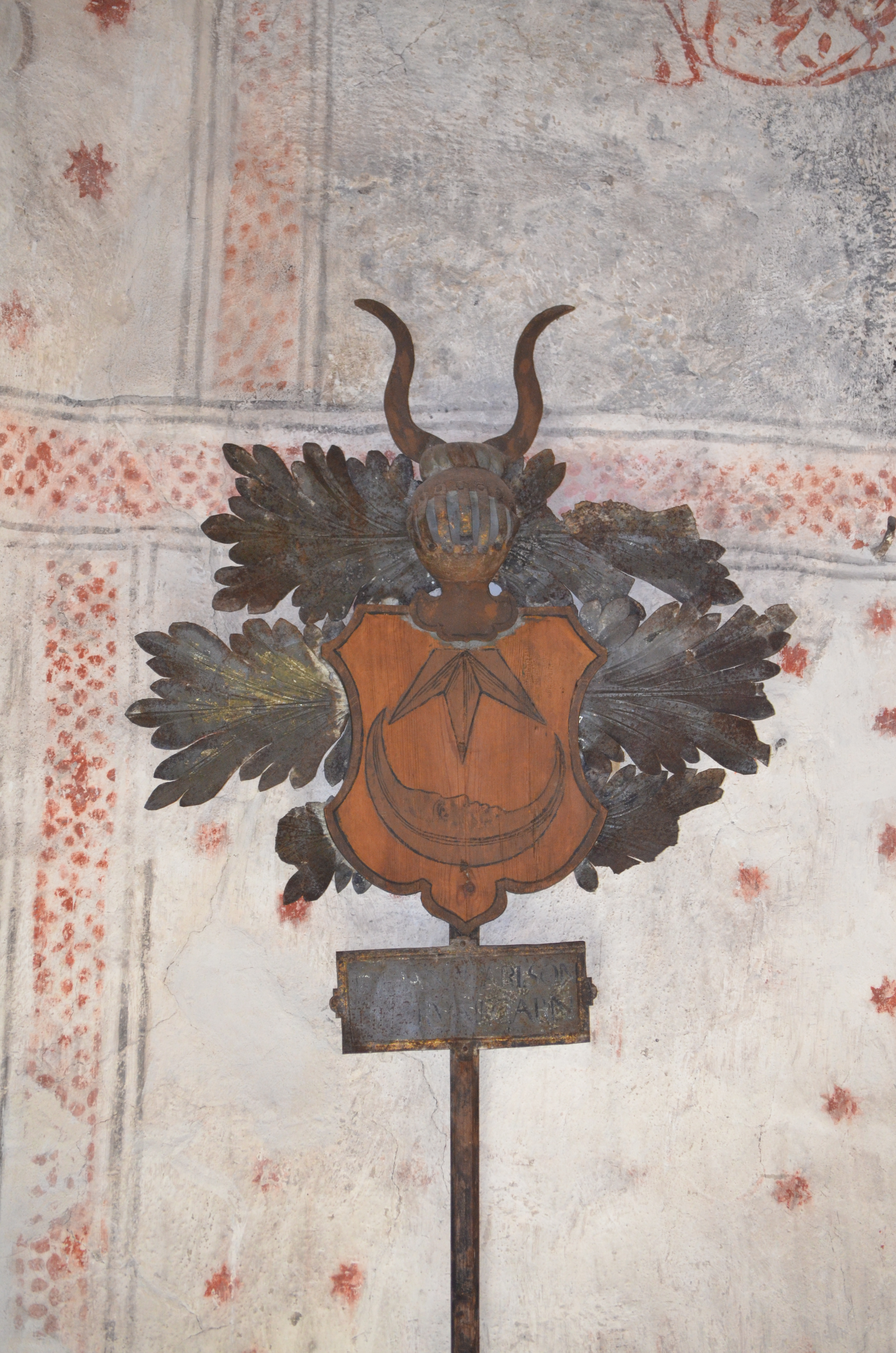
Johan Karlssons (Månesköld af Seglinge) (död 1613) huvudbaner i Bladåkers kyrka
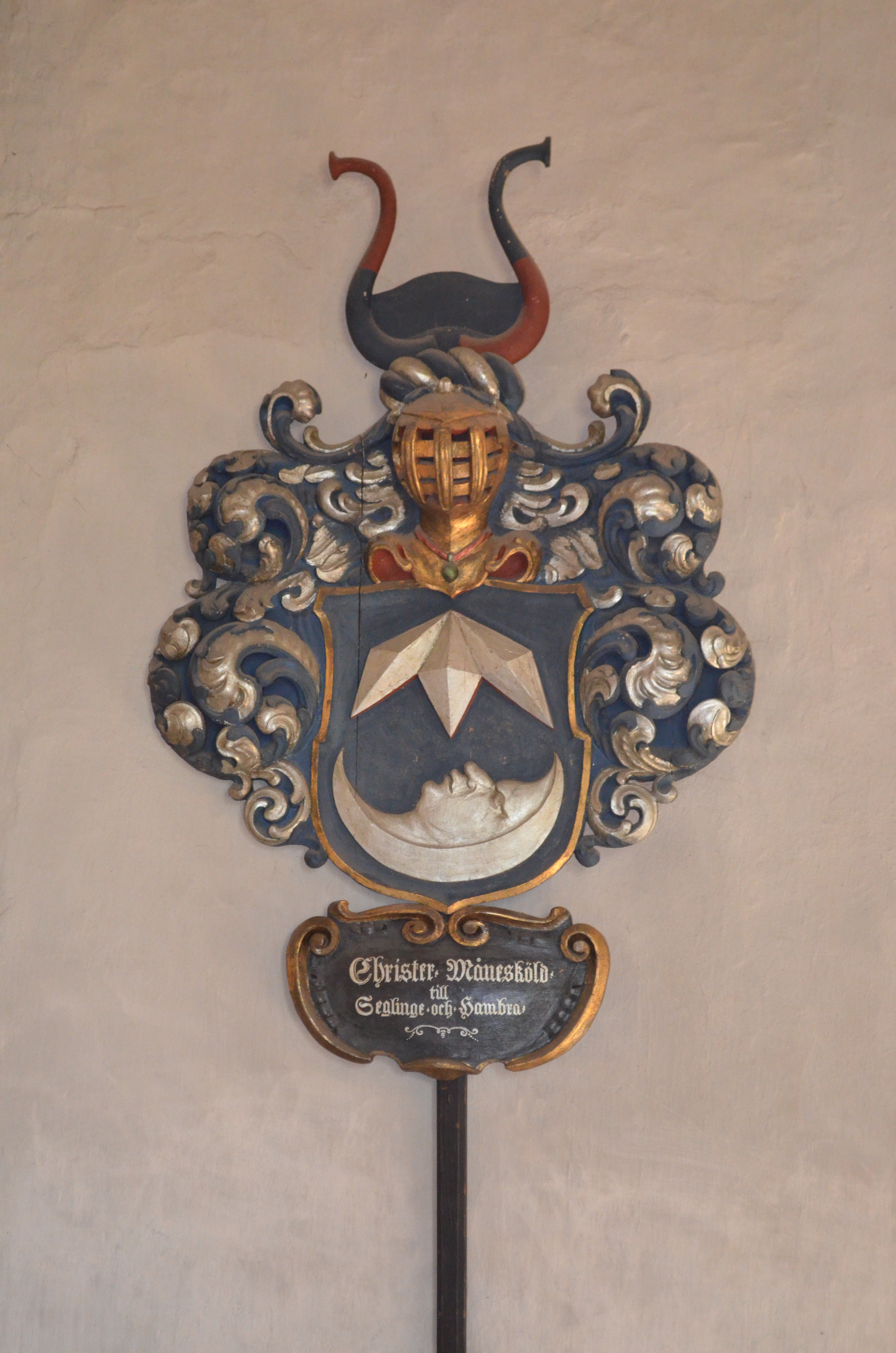
Krister Karlssons (Månesköld af Seglinge) (död 1620) huvudbaner i Almunge kyrka
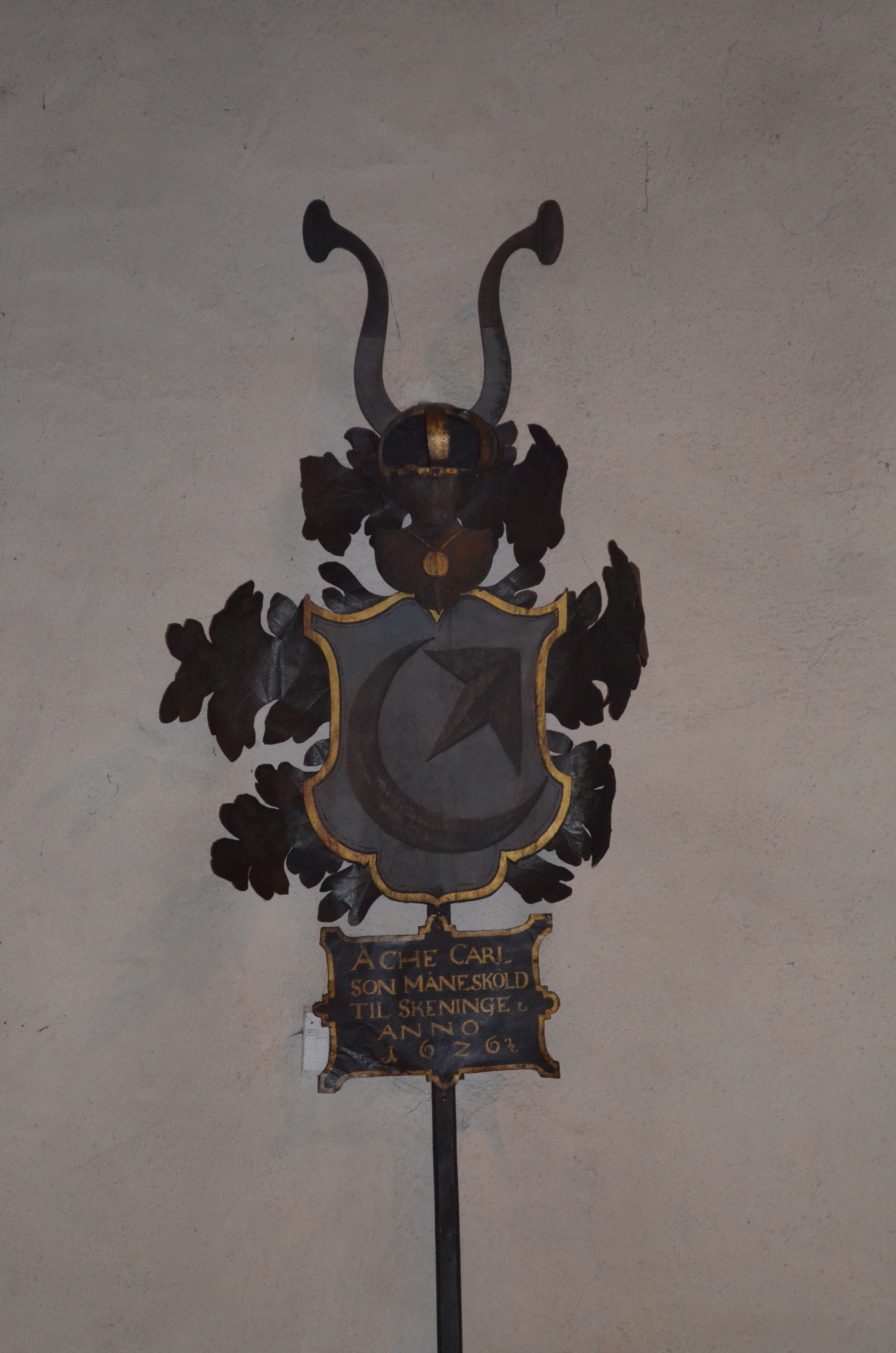
Åke Karlssons (Månesköld af Seglinge) (död 1626) huvudbaner i Hammarby kyrka, Uppland
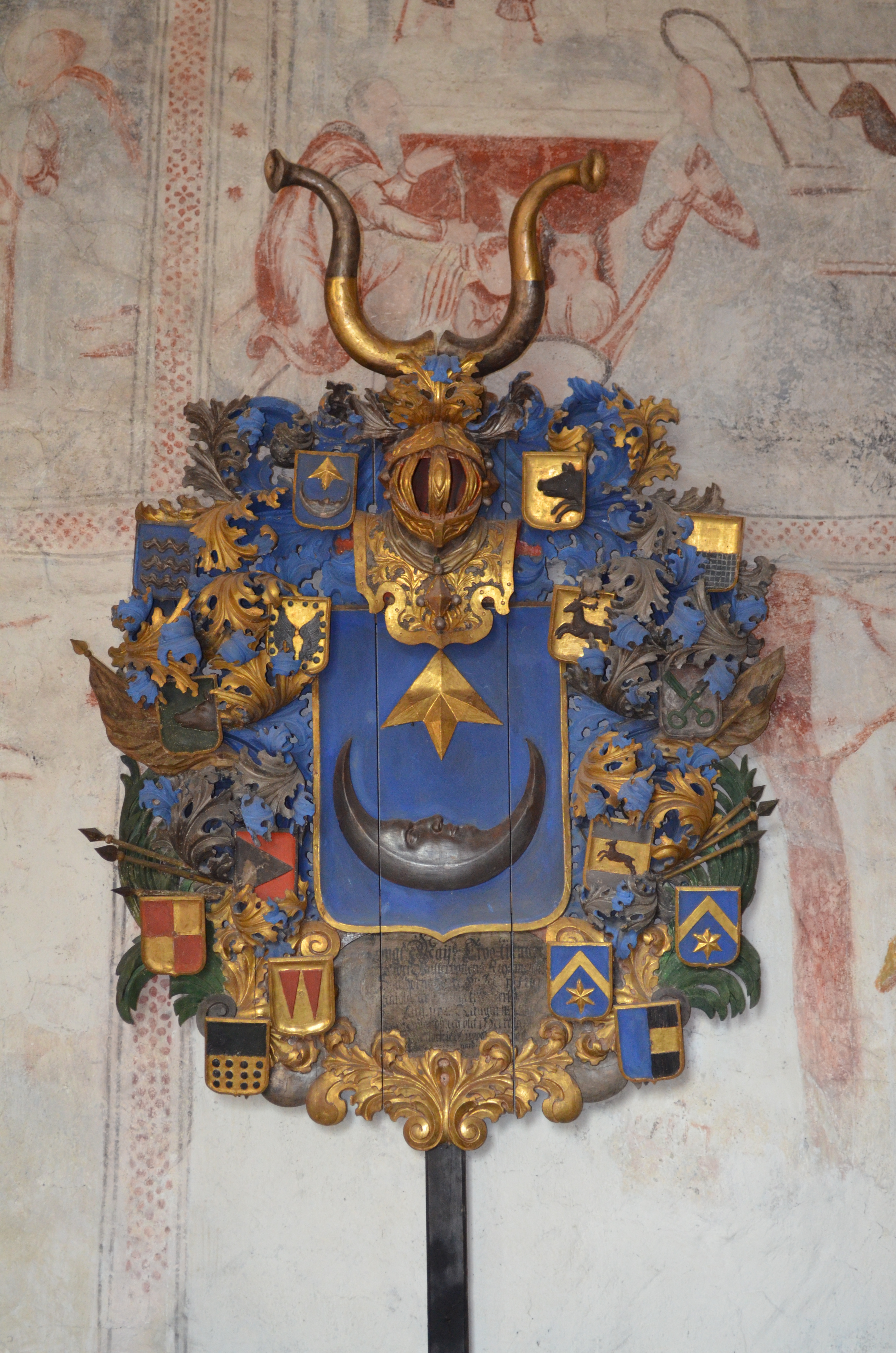
Johan Perssons (Månesköld af Seglinge) till Rungarn (död 1696) huvudbaner i Bladåkers kyrka